# Bothriomyrmex turcomenicus
Bothriomyrmex turcomenicus är en myrart som beskrevs av Carlo Emery 1925. Bothriomyrmex turcomenicus ingår i släktet Bothriomyrmex och familjen myror. Inga underarter finns listade.